# Гудашвили, Гурам
Гурам Гудашвили (груз. გურამ გუდაშვილი; род. 28 декабря 1941, Тбилиси) — советский грузинский легкоатлет, специалист по метанию диска. Выступал за сборную СССР по лёгкой атлетике в конце 1960-х годов, призёр первенств национального значения, участник летних Олимпийских игр в Мехико, действующий рекордсмен Грузии. Представлял Тбилиси и спортивное общество «Динамо».

## Биография
Гурам Гудашвили родился 28 декабря 1941 года в Тбилиси, Грузинская ССР.
Занимался лёгкой атлетикой в Тбилиси, состоял в добровольном спортивном обществе «Динамо».
Впервые заявил о себе на взрослом всесоюзном уровне в сезоне 1966 года, когда в метании диска выиграл бронзовую медаль на чемпионате СССР в Днепропетровске — его превзошли Владимир Трусенёв и Витаутас Ярас.
В 1968 году взял бронзу на чемпионате СССР в Ленинакане (впереди оказались Вячеслав Светайло и Витаутас Ярас), тогда как на домашних соревнованиях в Тбилиси установил свой личный рекорд в метании диска — 63,10 метра, который поныне остаётся национальным рекордом Грузии. На летних Олимпийских играх в Мехико — на предварительном квалификационном этапе метания диска показал результат 57,48 метра и в финал не вышел.
После Олимпиады Гудашвили остался действующим спортсменом и продолжил принимать участие в различных всесоюзных стартах. Так, в 1969 году он добавил в послужной список серебряную награду, выигранную в метании диска на чемпионате СССР в Киеве — уступил здесь только представителю Московской области Владимиру Ляхову.
Завершил спортивную карьеру по окончании сезона 1975 года.